# Max Koegel
Max Koegel (født 16. oktober 1895 i Füssen, død 27. juni 1946 Schwabach) var tysk koncentrationslejr-officer under anden verdenskrig.
Max Koegel meldte sig ved første verdenskrigs udbrud til hæren, hvor han blev til 12. januar 1919 med rang af korporal.
Han blev medlem af det nazistiske parti i Tyskland den 2. maj 1932 som medlem #1179781 og en måned efter SS-medlem #37644. Han var lejrkommandant for koncentrationslejrene Majdanek(august til oktober 1942) og Flossenbürg (april 1943 til april 1945). Han var ansvarlig for mange fangers død og beordrede en dødsmarch fra Flossenbürg. Efter krigen undslap han fra de allierede og brugte identitetspapirerne fra en myrdet kz-fange, men i juni 1946 blev han arresteret. Han begik selvmord i sin celle.